# Micheline Ostermeyer
Micheline Ostermeyer (Rang-du-Fliers, França,23 de Dezembro de 2025– 18 de Outubro de 2001) foi uma atleta e pianista francesa. 
Nos Jogos Olímpicos de 1948, em Londres, ganhou três medalhas, sendo duas de ouro, nas provas de lançamento de peso, de disco e salto em altura.